# Elecciones estatales de Oaxaca de 2021
Las elecciones estatales de Oaxaca de 2021 se llevaron a cabo el domingo 6 de junio de 2021, y en ellas se renovaron los titulares de los siguientes cargos de elección popular del estado mexicano de Oaxaca:
- 42 diputados estatales: 25 diputados electos por mayoría relativa y 17 designados mediante representación proporcional para integrar la LXV Legislatura.
- 153 ayuntamientos: Compuestos por un presidente municipal, un síndico y sus regidores. Electos para un periodo de tres años.

## Organización

### Partidos políticos
En las elecciones estatales tienen derecho a participar doce partidos políticos. Diez son partidos políticos con registro nacional: Partido Acción Nacional (PAN), Partido Revolucionario Institucional (PRI), Partido de la Revolución Democrática (PRD), Partido del Trabajo (PT), Partido Verde Ecologista de México (PVEM), Movimiento Ciudadano (MC), Movimiento Regeneración Nacional (MORENA), Partido Encuentro Solidario (PES), Fuerza por México (FPM) y Redes Sociales Progresistas (RSP). Y dos son partidos políticos estatales: Partido Unidad Popular y Nueva Alianza Oaxaca.

### Proceso electoral
La campaña electoral para el congreso inicia el 24 de abril, mientras que la campaña para los ayuntamientos inicia el 4 de mayo. El periodo de campaña concluye el 2 de junio. La votación está programada para hacerse el 6 de junio de 2021, de las 8 de la mañana a las 6 de la tarde, en simultáneo con las elecciones federales. Se estima que el computo final de resultados se publique el 24 de junio.

### Distritos electorales
Para la elección de diputados de mayoría relativa del Congreso del Estado de Oaxaca, la entidad se divide en 25 distritos electorales.
| Distrito | Cabecera                     | Mapa | Distrito                    | Cabecera         |
| -------- | ---------------------------- | ---- | --------------------------- | ---------------- |
| 1        | Acatlán de Pérez Figueroa    |      | 14                          | Oaxaca de Juárez |
| 2        | San Juan Bautista Tuxtepec   | 15   | Santa Cruz Xoxocotlán       |                  |
| 3        | Loma Bonita                  | 16   | Zimatlán de Álvarez         |                  |
| 4        | Teotitlán de Flores Magón    | 17   | Tlacolula de Matamoros      |                  |
| 5        | Asunción Nochixtlán          | 18   | Santo Domingo Tehuantepec   |                  |
| 6        | Huajuapan de León            | 19   | Salina Cruz                 |                  |
| 7        | Putla Villa de Guerrero      | 20   | Juchitán de Zaragoza        |                  |
| 8        | Tlaxiaco                     | 21   | Ejutla de Crespo            |                  |
| 9        | Ixtlán de Juárez             | 22   | Santiago Pinotepa Nacional  |                  |
| 10       | San Pedro y San Pablo Ayutla | 23   | San Pedro Mixtepec          |                  |
| 11       | Matías Romero Avendaño       | 24   | Miahuatlán de Porfirio Díaz |                  |
| 12       | Santa Lucía del Camino       | 25   | San Pedro Pochutla          |                  |
| 13       | Oaxaca de Juárez             |      |                             |                  |

## Resultados

### Congreso del Estado
|  | 41.24 % |

|  | 19.62 % |

|  | 7.11 % |

|  | 4.92 % |

|  | 4.00 % |

|  | 3.99 % |

|  | 3.48 % |

|  | 2.60 % |

|  | 2.59 % |

|  | 2.18 % |

|  | 1.94 % |

|  | 1.67 % |

|  | 1.15 % |

|  | 3.43 % |

|  | 0 % |

### Ayuntamientos
|  | 31.54 % |

|  | 18.77 % |

|  | 8.01 % |

|  | 5.53 % |

|  | 5.05 % |

|  | 4.87 % |

|  | 4.87 % |

|  | 4.79 % |

|  | 3.36 % |

|  | 3.23 % |

|  | 2.75 % |

|  | 2.34 % |

|  | 2.13 % |

|  | 97.29 % |

|  | 2.71 % |